# Крик дельфина

Титры фильма

«Крик дельфина» — фантастический художественный фильм режиссёра Алексея Салтыкова, снятый на киностудии Мосфильм в 1986 году по книге Николая Черкашина «Тайна „Архелона“» («Крик дельфина»). Премьера фильма состоялась в апреле 1987 года.
В съёмках фильма принимали участие моряки Краснознамённого Северного и Краснознамённого Черноморского флотов. На КЧФ съёмки велись на подводной лодке СС-310 (пр. 690).

## Сюжет
Экипаж новейшего американского стратегического атомного подводного ракетоносца «Архелон», недавно вышедшего на боевое дежурство в океан, был поражён неизвестным вирусом. Причиной заболевания стала разгерметизация боеголовки одной из ракет с биологическим оружием. Командование должно принять решение о снятии субмарины с боевого дежурства и направлении людей в карантин. Способов лечения нет, дезинфекция лодки обойдётся непомерно дорого; поэтому экипажу было настоятельно рекомендовано оставаться на своём посту и нести службу до того времени, когда будет найдено противоядие.
Симптомы болезни схожи с проказой; точно также, как и проказа, болезнь протекает длительное время, постепенно снижая работоспособность заболевшего. «Архелон» в результате находится на боевом дежурстве около трёх лет. Корабельный психолог вынужден констатировать тот факт, что моряки переполнены едва сдерживаемой немотивированной агрессией. Капитану с каждым днём становится всё трудней сохранять хотя бы видимость порядка. Он не выдерживает продолжительной пытки этой странной болезнью, имитирует гибель лодки и отдаёт приказ топить проходящие встречные суда, предварительно посылая к ним на борт абордажные команды. В конце концов, он принимает решение уничтожить человечество и выпустить ракеты, снаряженные вирусом. В последний момент капитан меняет своё решение и отправляет лодку в вертикальное погружение на дно океана.

## В ролях
— главная роль
| Актёр                | Роль                                     |
| -------------------- | ---------------------------------------- |
| Ивар Калныньш        | Рейфлинт (озвучивает Сергей Малишевский) |
| Донатас Банионис     | Бар-Маттай , психолог                    |
| Армен Джигарханян    | стюард                                   |
| Юрий Васильев        | майор О’Грегори                          |
| Паул Буткевич        | Рооп                                     |
| Татьяна Паркина      | Ника, жена капитана                      |
| Кетован Митаишвили   | Флегги                                   |
| Надежда Бутырцева    | Магда                                    |
| Ростислав Янковский  | министр (озвучивает Артём Карапетян)     |
| Вилнис Бекерис       | доктор                                   |
| Владимир Шубарин     | Барни                                    |
| Ирина Погодина       | Катарина                                 |
| Ромуалдс Анцанс      | Эппель                                   |
| Владимир Епископосян | Сэм                                      |
| Андрей Подошьян      | Джек                                     |
| Михаил Толпыго       | альтист                                  |
| Анатолий Елизаров    | мим                                      |
| Витаутас Томкус      | генерал                                  |
| Владимир Уан-Зо-Ли   | парикмахер (нет в титрах)                |

## Съёмочная группа
- Автор сценария: Николай Черкашин
- Режиссёр-постановщик: Алексей Салтыков
- Оператор-постановщик: Александр Рябов
- Композитор: Георгий Гаранян
- Художник-постановщик: Стален Волков
- Звукооператор: Владимир Шарун
- Режиссёр: С. Тарасов